# 史丹利·羅斯特·班奈狄克
史丹利·羅西特·本尼迪克特（英語：Stanley Rossiter Benedict，1884年3月17日—1936年12月21日） ，是美國著名的化學家。1911年，他發現了本尼迪克试剂，其功能在於檢驗溶液中有無還原糖，並藉此檢查糖尿病患者尿液中的糖份。

## 相關連接
- 糖尿病大事年表 （页面存档备份，存于）